# Luiz Pitiman
Luiz Carlos Pietschmann (Toledo, 30 de março de 1962) é um empresário e político brasileiro.

## Biografia
Foi chefe da Casa Civil do Estado do Acre na gestão de Edmundo Pinto, quando este foi assassinado em 1992.
No Distrito Federal, presidiu a Novacap, empresa pública na gestão do governo de José Roberto Arruda.
Nas eleições distritais no Distrito Federal em 2010, adotando o nome Luiz Pitiman, elegeu-se deputado federal pelo  PMDB, com 51.491 votos. Devido a problemas com o partido, acabou entrando com um pedido no TSE para sair do partido sem se enquadrar na infidelidade partidária. O pedido foi aceito após 4 meses e o deputado filiou-se ao  PSDB.
Pitiman atuou como Secretário de Obras do Distrito Federal, no governo de Agnelo Queiroz, até 21 de julho de 2011, quando pediu demissão, por atritos com o governo, assumindo sua cadeira na Câmara de Deputados.
Na Câmara, atua como titular na Comissão de Constituição, Justiça e Cidadania (CCJC) e preside a Frente Parlamentar Mista para o Fortalecimento da Gestão Pública. Pitiman também é autor de vários projetos, como a proposta de realização de um plebiscito nacional para discutir a maioridade penal no país, e o projeto Trabalhante.
Seu mais novo projeto é da "Mãe Crecheira", que permite que a dona de casa permaneça em sua residência, a fim de de cuidar de crianças carentes da vizinhança, para que outras mães possam trabalhar.
Em 2014, Luiz Pitiman disputou o governo do Distrito Federal pelo  PSDB, com apoio do candidato a presidência Aécio Neves. No dia 5 de outubro de 2014, após a apurações das urnas, Luiz Pitiman obteve 68.305 votos (4,46%), ficando em 4º colocado na disputa pelo governo do DF.